# Klaus Koch (Theologe)
Klaus Koch (* 4. Oktober 1926 in Sulzbach, heute zu Apolda; † 28. März 2019 in Hamburg) war ein deutscher, evangelischer Theologe und Professor für Altes Testament und altorientalische Religionsgeschichte an der Universität Hamburg.

## Leben
Koch studierte von 1946 bis 1950 evangelische Theologie in Heidelberg, Bethel, Mainz und Tübingen. Von 1950 bis 1954 war er Assistent in Heidelberg bei Gerhard von Rad; 1953 wurde er im Fach Altes Testament promoviert. Zwischen 1954 und 1956 war Koch evangelischer Pfarrer in Jenaprießnitz. 1957 habilitierte er sich bei Friedrich Baumgärtel an der Universität Erlangen und lehrte dort als Privatdozent. Ein Jahr später holte ihn Hans-Joachim Kraus an den neu gegründeten Fachbereich Evangelische Theologie der Universität Hamburg.
1960 folgte Koch einem Ruf an die Kirchliche Hochschule Wuppertal. Seit 1962 war er Lehrstuhlinhaber für Altes Testament und Altorientalische Religionsgeschichte an der Universität Hamburg, 1991 wurde er emeritiert. Gastprofessuren führten ihn in die USA und nach Indien.
Zwei Brüder von Klaus Koch waren ebenfalls Hochschullehrer: der evangelische Theologe Traugott Koch (Systematische Theologie) und der Mediziner Gebhard Koch. Ab 1978 war Klaus Koch mit der Ärztin Eva-Maria Koch verheiratet.

## Werk
Forschungsschwerpunkte von Klaus Koch waren die Religionsgeschichte Israels (in Abgrenzung zu einem Verständnis des Alten Testaments als „Offenbarung“ deutete er es von den Einflüssen seiner Umwelt her) und die Apokalyptik (besonders widmete er sich dem Buch Daniel).
Koch prägte den Begriff Tun-Ergehen-Zusammenhang und löste damit Diskussionen um das Gottesbild des Alten Testaments aus.
Klaus Koch erhielt die Ehrendoktorwürde der Evangelisch-Theologischen Fakultät der Universität Rostock aufgrund seines herausragenden Engagements für die Lehre und den Wiederaufbau der Fakultät. Er war Mitglied der Joachim-Jungius-Gesellschaft der Wissenschaften, Seniormitglied der Akademie der Wissenschaften in Hamburg sowie korrespondierendes Mitglied der Bayerischen Akademie der Wissenschaften.
Zu seinen Schülern zählen zahlreiche in- und ausländische Theologen und Hochschullehrer, u. a. Eckart Otto, Bernd Janowski, Martin Rösel, Gnana Robinson und Nelson Kirst.

## Publikationen (Auswahl)
- als Herausgeber: Reclams Bibellexikon. 7. überarbeitete und erweiterte Auflage. Reclam, Stuttgart 2004, ISBN 3-15-010555-2.
- Imago Dei. Die Würde des Menschen im biblischen Text (= Berichte aus den Sitzungen der Joachim-Jungius-Gesellschaft der Wissenschaften e. V. Jg. 18, H. 4). Vandenhoeck und Ruprecht, Göttingen 2000, ISBN 3-525-86306-3.
- mit Martin Rösel: Polyglottensynopse zum Buch Daniel. Neukirchener Verlag, Neukirchen-Vluyn 2000, ISBN 3-7887-1741-6.
- Heilandserwartungen im Judäa der Zeitenwende. In: Shemaryahu Talmon (Hrsg.): Die Schriftrollen von Qumran. Zur aufregenden Geschichte ihrer Erforschung und Deutung. Pustet, Regensburg 1998, ISBN 3-7917-1592-5, S. 107–135.
- Europa, Rom und der Kaiser vor dem Hintergrund von zwei Jahrtausenden Rezeption des Buches Daniel (= Berichte aus den Sitzungen der Joachim-Jungius-Gesellschaft der Wissenschaften e. V. Jg. 15, H. 1). Vandenhoeck und Ruprecht, Göttingen 1997, ISBN 3-525-86291-1.
- Reise durch Indonesien. Stürtz, Würzburg 1997, ISBN 3-8003-0803-7.
- mit Peter Frei: Reichsidee und Reichsorganisation im Perserreich (= Orbis biblicus et orientalis. Bd. 55). 2. bearbeitete und stark erweiterte Auflage. Universitäts-Verlag u. a., Freiburg (Schweiz) u. a. 1996, ISBN 3-7278-1045-9.
- Geschichte der ägyptischen Religion. Von den Pyramiden bis zu den Mysterien der Isis. Kohlhammer, Stuttgart u. a. 1993, ISBN 3-17-009808-X.
- Der doppelte Ausgang des Alten Testaments in Judentum und Christentum. In: Jahrbuch für Biblische Theologie, Jg. 6 (1991), S. 215–242.
- Das Wesen altägyptischer Religion im Spiegel ägyptologischer Forschung (= Berichte aus den Sitzungen der Joachim-Jungius-Gesellschaft der Wissenschaften e. V. Jg. 7, H. 1). Vandenhoeck und Ruprecht, Göttingen 1989, ISBN 3-525-86239-3.
- Was ist Formgeschichte? Methoden der Bibelexegese. 5. durchgesehene und ergänzte Auflage. Neukirchener Verlag, Neukirchen-Vluyn 1989, ISBN 3-7887-0683-X.
- als Herausgeber mit Johann Michael Schmidt: Apokalyptik (= Wege der Forschung. Bd. 365). Wissenschaftliche Buchgesellschaft, Darmstadt 1982, ISBN 3-534-06026-1.
- Das Buch Daniel (= Erträge der Forschung. Bd. 144). Wissenschaftliche Buchgesellschaft, Darmstadt 1980, ISBN 3-534-07506-4.
- Die Profeten. 2 Bände. Kohlhammer, Stuttgart u. a. 1978–1980, ISBN 3-17-013678-X;
  - Band 1: Assyrische Zeit (= Kohlhammer Urban-Taschenbücher. 280);
  - Band 2: Babylonisch-persische Zeit (= Kohlhammer Urban-Taschenbücher. 281).
- als Herausgeber: Um das Prinzip der Vergeltung in Religion und Recht des Alten Testaments (= Wege der Forschung. Bd. 125). Wissenschaftliche Buchgesellschaft, Darmstadt 1972, ISBN 3-534-03828-2.
- Ratlos vor der Apokalyptik. Eine Streitschrift über ein vernachlässigtes Gebiet der Bibelwissenschaft und der schädlichen Auswirkungen auf Theologie und Philosophie. Gütersloher Verlagshaus G. Mohn, Gütersloh 1970.
- The Growth of the biblical tradition. The form-critical method. Black, London 1969.
- Kirche und Theologie in der demokratischen Gesellschaft. Leistungen, Versäumnisse, Aufgaben (= Aspekte moderner Theologie. Bd. 10, ZDB-ID 990228-4). Gütersloher Verlagshaus G. Mohn, Gütersloh 1969.
- Das Buch der Bücher. Die Entstehungsgeschichte der Bibel (= Verständliche Wissenschaft. Bd. 83, ISSN 0083-5846). Springer, Berlin 1963.
- als Herausgeber mit Rolf Rendtorff: Studien zur Theologie der alttestamentlichen Überlieferungen. Gerhard von Rad zum 60. Geburtstag. Neukirchener Verlag, Neukirchen 1961.
- Die Priesterschrift. Von Exodus 25 bis Leviticus 16. Eine überlieferungsgeschichtliche und literarkritische Untersuchung (= Forschungen zur Religion und Literatur des Alten und Neuen Testaments. H. 71 = NF H. 53, ZDB-ID 528176-3). Vandenhoeck & Ruprecht, Göttingen 1959.
- Die israelitische Sühneanschauung und ihre historischen Wandlungen. Habil. masch. Erlangen, 1956.
- Sdq im Alten Testament. Eine traditionsgeschichtliche Untersuchung. Diss. masch. Heidelberg, 1953.
- Der Ursprung des Mythus-Begriffes in der modernen Bibelwissenschaft. Masch., ohne Ort und Jahr (Rammental bei Heidelberg).

## Gesammelt Aufsätze
- Gesammelte Aufsätze. 4 Bände. Neukirchener Verlag, Neukirchen-Vluyn
  - Band 1: Spuren des hebräischen Denkens. Beiträge zur alttestamentlichen Theologie. Herausgegeben von Bernd Janowski und Martin Krause. 1991, ISBN 3-7887-1343-7;
  - Band 2: Die Reiche der Welt und der kommende Menschensohn. Studien zum Danielbuch. Herausgegeben von Martin Rösel. 1995, ISBN 3-7887-1515-4;
  - Band 3: Vor der Wende der Zeiten. Beiträge zur apokalyptischen Literatur. Herausgegeben von Uwe Glessmer und Martin Krause. 1996, ISBN 3-7887-1606-1;
  - Band 4: Die aramäische Rezeption der hebräischen Bibel. Studien zur Targumik und Apokalyptik. Herausgegeben von Martin Rösel. 2003, ISBN 3-7887-1893-5.

## Festschriften
- Eckart Otto (Hrsg.): Studien zur alttestamentlichen und altorientalischen Religionsgeschichte. Zum 60. Geburtstag von Klaus Koch. Vandenhoeck und Ruprecht, Göttingen u. a. 1988, ISBN 3-525-53579-1.
- Dwight R. Daniels, Uwe Glessmer, Martin Rösel (Hrsg.): Ernten, was man sät. Festschrift für Klaus Koch zu seinem 65. Geburtstag. Neukirchener Verlag, Neukirchen-Vluyn 1991, ISBN 3-7887-1402-6.
- Friedhelm Hartenstein, Martin Rösel (Hrsg.): JHWH und die Götter der Völker. Symposium zum 80. Geburtstag von Klaus Koch. Neukirchener Verlag, Neukirchen-Vluyn 2009, ISBN 978-3-7887-2240-1.